# Császári és királyi udvari szállító
A császári és királyi udvari szállító (németül k.u.k. Hoflieferant, néha k. & k. Hoflieferantként írják) az Osztrák-Magyar Kettős Monarchia  időszakában egy nagy presztízsű cím volt. Azoké a kereskedőké és szolgáltató cégeké volt, amelyek birodalmi kiváltságból külön engedéllyel rendelkeztek a bécsi udvarba való szállításra. Ez a kiváltság lehetővé tette a szállító számára, hogy ezt a címét viselje, illetve nyilvánosan is meghirdesse.

## Egy jogeset 1942-ből
Ismert egy 1942-es fővárosi törvényszéki ítélet. Az adott esetben egy fővárosi kereskedő címhasználattól való eltiltás iránt pert indított egy közkereseti társaság és annak tagjai ellen. A felperes keresetében arra kérte a bíróságot, hogy kötelezze a céget és annak tagjait a császári és királyi udvari szállítói cím használatának megszüntetésére és kártérítés fizetésére.
A törvényszék megállapította, hogy a címet egy budapesti kereskedő kapta, aki azonban üzletét a céghasználati joggal együtt eladta. Később új üzletet nyitott, majd a halála után a cég közkereseti társasággá alakult át és a társaság tagjai beismerésük szerint a „császári és királyi udvari szállító” címet üzleti vállalkozásuk körében azóta is használják. A törvényszék ítéletében kimondotta, hogy az alperesi céget és tagjait ez a cím nem illeti meg, és ezért őket annak használatának abbahagyására kötelezte.
Az ítélet indokolása szerint a szabályzat értelmében az adományozott címet fizikai személyek csak addig jogosultak viselni, amíg tulajdonosai, vagy társai annak a cégnek, amelyben nekik a címet adományozták és amelyben azt az üzletet, amelyhez a címet elnyerték, fenntartják és személyesen viszik. A cím viseléséhez való jog megszűnik a cím birtokosának elhalálozásakor. A címet az üzlettel együtt más személyekre, vagy társaságokra átruházni nem lehet, még abban az esetben sem, ha az utód a cégjegyzést változatlanul fenntartja. A szabályzat értelmében tehát a címet az alperesek jogosulatlanul, a versenytörvénybe ütköző módon használták. (Ugyanakkor a törvényszék kártérítés fizetésére nem kötelezte a vesztes felet.)
Az ítélet indokolása megállapította azt is, hogy az adott esetben  újabb adományozás nem történt, de nem is történhetett, mert az új cég alakulása óta a cím adományozására jogosító uralkodója Magyarországnak nem volt.

## Képgaléria

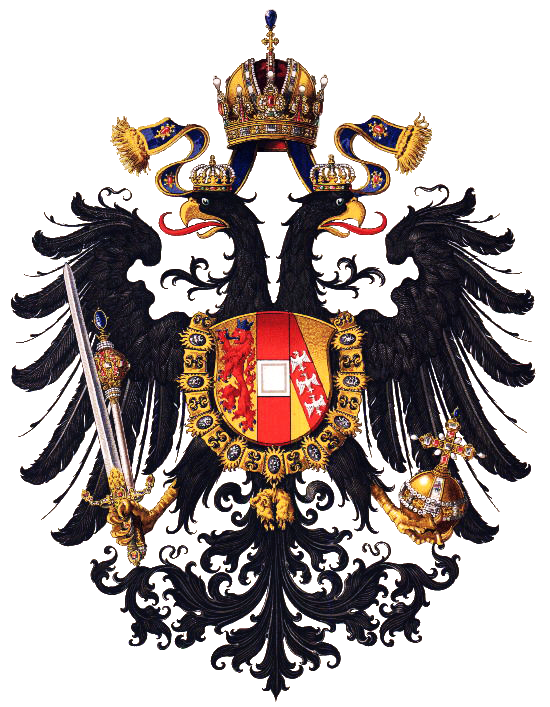
A  kétfejű sast ábrázoló császári címer, amelyet  az osztrák szállítók használhattak
I. Ferenc József címere
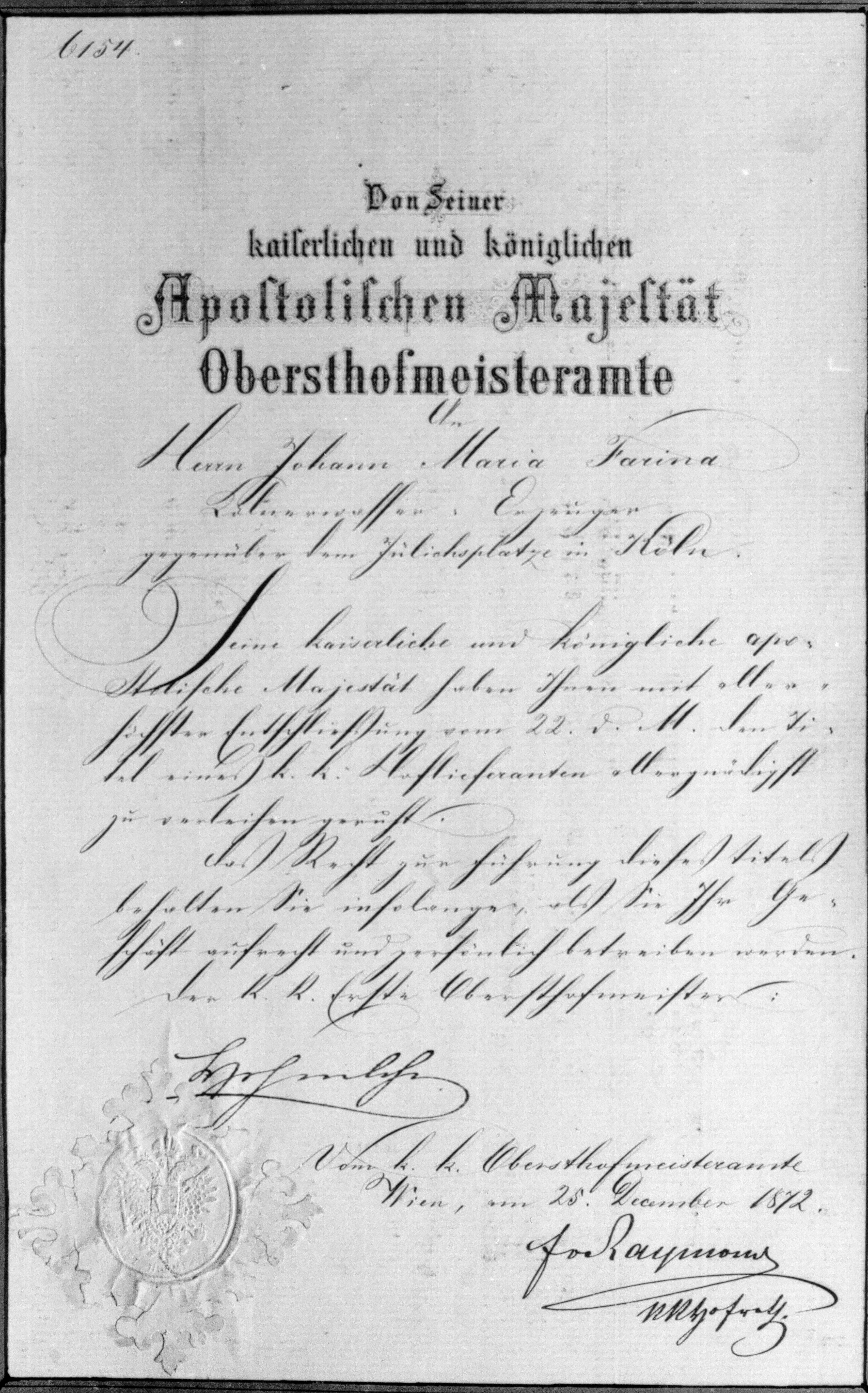
A kölni Johann Farina cég részére kiadott szállítói diploma (1872)